# North Olmsted
North Olmsted ist eine City im Cuyahoga County, Ohio, Vereinigte Staaten. Das U.S. Census Bureau ermittelte bei der Volkszählung 2020 eine Einwohnerzahl von 32.442.
Die Stadtfläche umfasst eine Größe von 30,1 km². Die Stadt liegt ca. 27 km von Cleveland entfernt.

## Geschichte
Der gesamte Bereich von North Olmstead war ursprünglich Teil des Connecticut Western Reserve.
Im Jahr 1806 wurde ein beachtlicher Landstrich, die das heutige North Olmsted und weitere Gebiete enthielten, für 30.000 Dollar an Aaron Olmstead, einem wohlhabenden Teilhaber der Connecticut Land Company, verkauft. 1829 bot der Erbe den Bau einer Bücherei für die Benennung des Ortes nach seinem Vater an.
Als erste Fabrik am Ort wurde Ende der 1820er Jahre eine Sägemühle am Rocky River Falls gegründet, die lange Zeit das einzige Zeichen einer Industrialisierung bleiben sollte. Im Jahre 1908 wurde dann aus Teilen der Ortschaften Olmsted und Dover die Gemeinde North Olmsted gegründet. Zu dieser Zeit wurde auch der ursprüngliche Familienname Olmstead in Olmsted geändert.
Um die Jahrhundertwende erhielt North Olmsted mit der Cleveland, Southwestern and Columbus Railway (CS&C) Bahnanschluss nach Cleveland. Nach dem Konkurs der Gesellschaft im Jahre 1929 wurde der Betrieb zwischen Cleveland und North Olmsted von der Gemeinde übernommen und auf Busbedienung umgestellt. Damit entstand die North Olmsted Municipal Bus Line, der erste kommunale Verkehrsbetrieb in Ohio.

## Bekannte Einwohner
- Charles Alden Seltzer (1875–1942) war 1930/35 Bürgermeister von North Olmsted und ein bekannter Schriftsteller von Western-Storys.[3]
- Lewis Urry (1927–2004), ein kanadischer Chemie-Ingenieur und Erfinder der Alkali-Mangan-Batterie ist auf dem Butternut Ridge Friedhof in North Olmsted begraben.
- Timothy Franklin Gates, der Gründer der Zurn Corporation, wuchs in North Olmsted auf.
- Greg Lynn (* 1964), Architekt, Philosoph und Science-Fiction-Autor wurde hier geboren.
- Brian Hoyer (* 1985), American-Football-Spieler
- Sean Troha (* 1987 oder 1988), Pokerspieler

## Demografie
Im Jahr 2000 lebten 34.113 Einwohner in 13.517 Haushalten und 9367 in Nord Olmsted, was einer Populationsdichte von 1132 Einwohnern pro Quadratkilometer entspricht.
Von den 13.517 Haushalten hatten 30 % Kinder unter 18 Jahren, bei beinahe 60 % handelte es sich um verheiratete Paare. Die durchschnittliche Haushaltsgröße betrug 2,5 und die durchschnittliche Familiengröße betrug 3,07.
Das durchschnittliche Haushaltseinkommen lag bei 52.542 US-Dollar. Das Pro-Kopf-Einkommen betrug 24.329 US-Dollar.

## Geschäftstätigkeit
Der größte industrielle Arbeitgeber vor Ort ist die Moen Incorporated, ein Hersteller für Installationsbedarf.